# فهرست خورشیدگرفتگی‌های سده ۱۰ (پیش از میلاد)
این فهرست شامل خورشیدگرفتگی‌های قرن دهم پیش از میلاد است که در طی دورهٔ سال ۱۰۰۰ پیش از میلاد تا ۹۰۱ پیش از میلاد روی داده‌اند. در این دوره، ۲۲۶ خورشیدگرفتگی رخ داد که ۸۴ مورد آن خورشیدگرفتگی جزئی، ۷۵ مورد خورشیدگرفتگی حلقه‌ای، ۶۱ خورشیدگرفتگی کامل و ۶ مورد نیز از نوع خورشیدگرفتگی مرکب بود.
| تاریخ           | زمان بزرگترین گرفت | چرخهٔ ساروس | نوع          | قدر    | مدت زمان            | مکان                                            | مسیر گرفتگی            | ناحیهٔ جغرافیایی | منبع  |
| --------------- | ------------------ | ---------- | ------------ | ------ | ------------------- | ----------------------------------------------- | ---------------------- | --------------- | ----- |
| ۲۹ مارس ۱۰۰۰    | ۱۸:۰۸:۵۰           | ۵۲         | خورشیدگرفتگی | ۰.۶۸۹۵ | —                   | ۷۱°۴۲′جنوبی ۱۰۶°۳۰′شرقی / ۷۱٫۷°جنوبی ۱۰۶٫۵°شرقی | —                      |                 | [ ۱ ] |
| ۲۱ سپتامبر ۱۰۰۰ | ۲۱:۴۳:۰۴           | ۵۷         | خورشیدگرفتگی | ۰.۹۱۲۳ | —                   | ۷۱°۴۲′شمالی ۶۲°۱۸′شرقی / ۷۱٫۷°شمالی ۶۲٫۳°شرقی   | —                      |                 | [ ۱ ] |
| ۱۷ فوریه ۹۹۹    | ۰۶:۳۷:۵۳           | ۲۴         | خورشیدگرفتگی | ۰.۹۲۲۴ | ۰۷ دقیقه و ۴۱ ثانیه | ۵۳°۳۶′شمالی ۱۷۰°۱۲′شرقی / ۵۳٫۶°شمالی ۱۷۰٫۲°شرقی | ۸۸۹ کیلومتر (۵۵۲ مایل) |                 | [ ۱ ] |
| ۱۳ اوت ۹۹۹      | ۰۴:۳۰:۲۶           | ۲۹         | خورشیدگرفتگی | ۱.۰۵۲۴ | ۰۴ دقیقه و ۰۴ ثانیه | ۴۵°۰۰′جنوبی ۱۵۴°۲۴′غربی / ۴۵٫۰°جنوبی ۱۵۴٫۴°غربی | ۳۹۴ کیلومتر (۲۴۵ مایل) |                 | [ ۱ ] |
| ۶ فوریه ۹۹۸     | ۰۶:۵۱:۱۵           | ۳۴         | خورشیدگرفتگی | ۰.۹۴۵۸ | ۰۷ دقیقه و ۱۲ ثانیه | ۶°۰۶′جنوبی ۱۷۴°۵۴′غربی / ۶٫۱°جنوبی ۱۷۴٫۹°غربی   | ۲۰۵ کیلومتر (۱۲۷ مایل) |                 | [ ۱ ] |
| ۲ اوت ۹۹۸       | ۱۹:۱۱:۲۰           | ۳۹         | خورشیدگرفتگی | ۱.۰۲۳۴ | ۰۲ دقیقه و ۲۹ ثانیه | ۱۰°۰۰′شمالی ۳°۱۸′غربی / ۱۰٫۰°شمالی ۳٫۳°غربی     | ۸۱ کیلومتر (۵۰ مایل)   |                 | [ ۱ ] |
| ۲۶ ژانویه ۹۹۷   | ۱۲:۴۷:۴۱           | ۴۴         | خورشیدگرفتگی | ۰.۹۹۱۷ | ۰۰ دقیقه و ۴۳ ثانیه | ۵۱°۳۶′جنوبی ۱۰۲°۰۰′شرقی / ۵۱٫۶°جنوبی ۱۰۲٫۰°شرقی | ۳۴ کیلومتر (۲۱ مایل)   |                 | [ ۱ ] |
| ۲۲ ژوئیه ۹۹۷    | ۰۳:۴۸:۴۵           | ۴۹         | خورشیدگرفتگی | ۰.۹۶۸۵ | ۰۲ دقیقه و ۴۵ ثانیه | ۵۸°۵۴′شمالی ۱۲۹°۱۸′غربی / ۵۸٫۹°شمالی ۱۲۹٫۳°غربی | ۱۴۱ کیلومتر (۸۸ مایل)  |                 | [ ۱ ] |
| ۱۶ دسامبر ۹۹۷   | ۱۵:۰۵:۳۲           | ۱۶         | خورشیدگرفتگی | ۰.۰۷۳۴ | —                   | ۶۴°۲۴′شمالی ۸۵°۳۰′شرقی / ۶۴٫۴°شمالی ۸۵٫۵°شرقی   | —                      |                 | [ ۱ ] |
| ۱۵ ژانویه ۹۹۶   | ۰۱:۳۰:۱۵           | ۵۴         | خورشیدگرفتگی | ۰.۶۸۸۱ | —                   | ۶۷°۰۶′جنوبی ۸۲°۰۰′شرقی / ۶۷٫۱°جنوبی ۸۲٫۰°شرقی   | —                      |                 | [ ۱ ] |
| ۱۱ ژوئن ۹۹۶     | ۱۴:۳۷:۳۰           | ۲۱         | خورشیدگرفتگی | ۰.۱۰۶۸ | —                   | ۶۳°۴۸′جنوبی ۹۷°۳۶′شرقی / ۶۳٫۸°جنوبی ۹۷٫۶°شرقی   | —                      |                 | [ ۱ ] |
| ۱۱ ژوئیه ۹۹۶    | ۰۵:۴۷:۲۹           | ۵۹         | خورشیدگرفتگی | ۰.۳۳۹۷ | —                   | ۶۶°۱۸′شمالی ۲۳°۰۶′شرقی / ۶۶٫۳°شمالی ۲۳٫۱°شرقی   | —                      |                 | [ ۱ ] |
| ۶ دسامبر ۹۹۶    | ۰۶:۳۳:۵۸           | ۲۶         | خورشیدگرفتگی | ۱.۰۲۰۷ | ۰۱ دقیقه و ۴۷ ثانیه | ۳۶°۱۲′شمالی ۱۵۷°۴۲′غربی / ۳۶٫۲°شمالی ۱۵۷٫۷°غربی | ۱۳۹ کیلومتر (۸۶ مایل)  |                 | [ ۱ ] |
| ۳۱ مه ۹۹۵       | ۱۷:۵۵:۴۳           | ۳۱         | خورشیدگرفتگی | ۰.۹۸۴۱ | ۰۱ دقیقه و ۴۴ ثانیه | ۲۲°۰۶′جنوبی ۲۷°۳۶′شرقی / ۲۲٫۱°جنوبی ۲۷٫۶°شرقی   | ۷۷ کیلومتر (۴۸ مایل)   |                 | [ ۱ ] |
| ۲۵ نوامبر ۹۹۵   | ۱۸:۱۰:۲۰           | ۳۶         | خورشیدگرفتگی | ۰.۹۷۶۷ | ۰۲ دقیقه و ۳۲ ثانیه | ۸°۳۶′جنوبی ۱۴°۱۲′شرقی / ۸٫۶°جنوبی ۱۴٫۲°شرقی     | ۸۴ کیلومتر (۵۲ مایل)   |                 | [ ۱ ] |
| ۲۱ مه ۹۹۴       | ۰۴:۲۲:۳۶           | ۴۱         | خورشیدگرفتگی | ۱.۰۴۴۷ | ۰۳ دقیقه و ۵۸ ثانیه | ۲۳°۱۸′شمالی ۱۴۵°۲۴′غربی / ۲۳٫۳°شمالی ۱۴۵٫۴°غربی | ۱۵۰ کیلومتر (۹۳ مایل)  |                 | [ ۱ ] |
| ۱۴ نوامبر ۹۹۴   | ۲۲:۳۶:۰۰           | ۴۶         | خورشیدگرفتگی | ۰.۹۲۷۰ | ۰۷ دقیقه و ۰۹ ثانیه | ۴۳°۴۸′جنوبی ۷۳°۰۶′غربی / ۴۳٫۸°جنوبی ۷۳٫۱°غربی   | ۳۱۷ کیلومتر (۱۹۷ مایل) |                 | [ ۱ ] |
| ۹ مه ۹۹۳        | ۲۰:۲۰:۵۶           | ۵۱         | خورشیدگرفتگی | ۱.۰۷۱۲ | ۰۴ دقیقه و ۱۲ ثانیه | ۶۱°۳۶′شمالی ۶۹°۳۶′غربی / ۶۱٫۶°شمالی ۶۹٫۶°غربی   | ۴۲۹ کیلومتر (۲۶۷ مایل) |                 | [ ۱ ] |
| ۲ نوامبر ۹۹۳    | ۲۱:۴۷:۵۲           | ۵۶         | خورشیدگرفتگی | ۰.۶۲۹۱ | —                   | ۶۱°۱۲′جنوبی ۱۵۸°۱۲′غربی / ۶۱٫۲°جنوبی ۱۵۸٫۲°غربی | —                      |                 | [ ۱ ] |
| ۳۱ مارس ۹۹۲     | ۰۵:۲۷:۰۷           | ۲۳         | خورشیدگرفتگی | ۱.۰۲۵۰ | ۰۱ دقیقه و ۳۴ ثانیه | ۵۸°۰۰′جنوبی ۹۱°۱۲′غربی / ۵۸٫۰°جنوبی ۹۱٫۲°غربی   | ۳۵۷ کیلومتر (۲۲۲ مایل) |                 | [ ۱ ] |
| ۲۳ سپتامبر ۹۹۲  | ۰۸:۲۲:۲۶           | ۲۸         | خورشیدگرفتگی | ۰.۸۷۳۹ | —                   | ۶۰°۴۲′شمالی ۱۰۴°۵۴′غربی / ۶۰٫۷°شمالی ۱۰۴٫۹°غربی | —                      |                 | [ ۱ ] |
| ۲۰ مارس ۹۹۱     | ۱۵:۳۹:۱۰           | ۳۳         | خورشیدگرفتگی | ۰.۹۷۹۵ | ۰۲ دقیقه و ۰۲ ثانیه | ۱۶°۱۲′جنوبی ۵۹°۴۸′شرقی / ۱۶٫۲°جنوبی ۵۹٫۸°شرقی   | ۷۵ کیلومتر (۴۷ مایل)   |                 | [ ۱ ] |
| ۱۲ سپتامبر ۹۹۱  | ۲۰:۴۲:۰۰           | ۳۸         | خورشیدگرفتگی | ۱.۰۴۱۷ | ۰۳ دقیقه و ۲۴ ثانیه | ۲۴°۰۰′شمالی ۱۶°۴۲′غربی / ۲۴٫۰°شمالی ۱۶٫۷°غربی   | ۱۴۶ کیلومتر (۹۱ مایل)  |                 | [ ۱ ] |
| ۹ مارس ۹۹۰      | ۱۸:۳۲:۵۳           | ۴۳         | خورشیدگرفتگی | ۰.۹۳۸۳ | ۰۶ دقیقه و ۵۷ ثانیه | ۱۹°۲۴′شمالی ۴°۴۸′غربی / ۱۹٫۴°شمالی ۴٫۸°غربی     | ۲۶۳ کیلومتر (۱۶۳ مایل) |                 | [ ۱ ] |
| ۲ سپتامبر ۹۹۰   | ۱۲:۴۹:۳۷           | ۴۸         | خورشیدگرفتگی | ۱.۰۵۹۲ | ۰۵ دقیقه و ۰۰ ثانیه | ۸°۴۲′جنوبی ۸۲°۳۰′شرقی / ۸٫۷°جنوبی ۸۲٫۵°شرقی     | ۲۱۰ کیلومتر (۱۳۰ مایل) |                 | [ ۱ ] |
| ۲۶ فوریه ۹۸۹    | ۱۸:۳۶:۱۲           | ۵۳         | خورشیدگرفتگی | ۰.۵۵۶۷ | —                   | ۶۱°۱۸′شمالی ۵۶°۲۴′غربی / ۶۱٫۳°شمالی ۵۶٫۴°غربی   | —                      |                 | [ ۱ ] |
| ۲۲ اوت ۹۸۹      | ۰۴:۰۵:۱۱           | ۵۸         | خورشیدگرفتگی | ۰.۷۷۴۴ | —                   | ۶۱°۴۸′جنوبی ۱۶۵°۰۰′شرقی / ۶۱٫۸°جنوبی ۱۶۵٫۰°شرقی | —                      |                 | [ ۱ ] |
| ۱۶ ژانویه ۹۸۸   | ۱۰:۴۱:۰۵           | ۲۵         | خورشیدگرفتگی | ۰.۹۹۸۶ | ۰۰ دقیقه و ۰۵ ثانیه | ۷۷°۲۴′جنوبی ۱۶۳°۴۸′غربی / ۷۷٫۴°جنوبی ۱۶۳٫۸°غربی | ۱۱ کیلومتر (۶٫۸ مایل)  |                 | [ ۱ ] |
| ۱۳ ژوئیه ۹۸۸    | ۰۰:۲۲:۳۵           | ۳۰         | خورشیدگرفتگی | ۰.۹۵۳۹ | ۰۳ دقیقه و ۱۵ ثانیه | ۷۸°۴۸′شمالی ۳۲°۱۸′غربی / ۷۸٫۸°شمالی ۳۲٫۳°غربی   | ۳۳۲ کیلومتر (۲۰۶ مایل) |                 | [ ۱ ] |
| ۶ ژانویه ۹۸۷    | ۰۰:۳۹:۴۱           | ۳۵         | خورشیدگرفتگی | ۱.۰۴۶۷ | ۰۳ دقیقه و ۵۹ ثانیه | ۳۳°۴۲′جنوبی ۸۱°۲۴′غربی / ۳۳٫۷°جنوبی ۸۱٫۴°غربی   | ۱۵۸ کیلومتر (۹۸ مایل)  |                 | [ ۱ ] |
| ۲ ژوئیه ۹۸۷     | ۰۱:۱۹:۵۱           | ۴۰         | خورشیدگرفتگی | ۰.۹۴۶۴ | ۰۶ دقیقه و ۳۵ ثانیه | ۳۰°۲۴′شمالی ۹۶°۰۰′غربی / ۳۰٫۴°شمالی ۹۶٫۰°غربی   | ۱۹۹ کیلومتر (۱۲۴ مایل) |                 | [ ۱ ] |
| ۲۶ دسامبر ۹۸۷   | ۱۶:۲۹:۳۷           | ۴۵         | خورشیدگرفتگی | ۱.۰۳۸۰ | ۰۳ دقیقه و ۴۶ ثانیه | ۶°۲۴′شمالی ۳۵°۵۴′شرقی / ۶٫۴°شمالی ۳۵٫۹°شرقی     | ۱۴۷ کیلومتر (۹۱ مایل)  |                 | [ ۱ ] |
| ۲۱ ژوئن ۹۸۶     | ۰۳:۲۳:۲۳           | ۵۰         | خورشیدگرفتگی | ۰.۹۷۲۴ | ۰۳ دقیقه و ۲۵ ثانیه | ۱۷°۲۴′جنوبی ۱۲۸°۳۶′غربی / ۱۷٫۴°جنوبی ۱۲۸٫۶°غربی | ۱۳۰ کیلومتر (۸۱ مایل)  |                 | [ ۱ ] |
| ۱۶ دسامبر ۹۸۶   | ۰۵:۲۸:۵۲           | ۵۵         | خورشیدگرفتگی | ۰.۵۷۶۱ | —                   | ۶۷°۰۰′شمالی ۱۵۵°۵۴′غربی / ۶۷٫۰°شمالی ۱۵۵٫۹°غربی | —                      |                 | [ ۱ ] |
| ۱۱ مه ۹۸۵       | ۰۴:۰۲:۴۳           | ۲۲         | خورشیدگرفتگی | ۰.۶۲۷۸ | —                   | ۷۰°۰۶′شمالی ۸۴°۱۲′شرقی / ۷۰٫۱°شمالی ۸۴٫۲°شرقی   | —                      |                 | [ ۱ ] |
| ۹ ژوئن ۹۸۵      | ۱۲:۱۳:۰۱           | ۶۰         | خورشیدگرفتگی | ۰.۳۱۶۵ | —                   | ۶۷°۴۲′جنوبی ۱۰۹°۱۸′شرقی / ۶۷٫۷°جنوبی ۱۰۹٫۳°شرقی | —                      |                 | [ ۱ ] |
| ۴ نوامبر ۹۸۵    | ۱۷:۱۷:۱۹           | ۲۷         | خورشیدگرفتگی | ۰.۹۰۹۹ | —                   | ۷۰°۴۲′جنوبی ۱۰۸°۴۸′غربی / ۷۰٫۷°جنوبی ۱۰۸٫۸°غربی | —                      |                 | [ ۱ ] |
| ۳۰ آوریل ۹۸۴    | ۲۰:۴۷:۱۰           | ۳۲         | خورشیدگرفتگی | ۱.۰۷۹۰ | ۰۶ دقیقه و ۰۸ ثانیه | ۳۷°۱۲′شمالی ۳۷°۱۸′غربی / ۳۷٫۲°شمالی ۳۷٫۳°غربی   | ۲۸۵ کیلومتر (۱۷۷ مایل) |                 | [ ۱ ] |
| ۲۴ اکتبر ۹۸۴    | ۱۶:۱۷:۱۲           | ۳۷         | خورشیدگرفتگی | ۰.۹۲۴۵ | ۰۹ دقیقه و ۰۱ ثانیه | ۲۸°۲۴′جنوبی ۳۰°۵۴′شرقی / ۲۸٫۴°جنوبی ۳۰٫۹°شرقی   | ۳۰۳ کیلومتر (۱۸۸ مایل) |                 | [ ۱ ] |
| ۲۰ آوریل ۹۸۳    | ۱۳:۲۳:۰۰           | ۴۲         | خورشیدگرفتگی | ۱.۰۵۲۹ | ۰۴ دقیقه و ۵۹ ثانیه | ۸°۵۴′جنوبی ۸۸°۱۲′شرقی / ۸٫۹°جنوبی ۸۸٫۲°شرقی     | ۱۸۳ کیلومتر (۱۱۴ مایل) |                 | [ ۱ ] |
| ۱۳ اکتبر ۹۸۳    | ۱۹:۲۹:۵۰           | ۴۷         | خورشیدگرفتگی | ۰.۹۶۹۲ | ۰۳ دقیقه و ۲۶ ثانیه | ۱۵°۳۶′شمالی ۴°۰۰′غربی / ۱۵٫۶°شمالی ۴٫۰°غربی     | ۱۱۸ کیلومتر (۷۳ مایل)  |                 | [ ۱ ] |
| ۱۰ آوریل ۹۸۲    | ۰۱:۱۶:۰۳           | ۵۲         | خورشیدگرفتگی | ۰.۸۰۰۲ | —                   | ۷۱°۳۶′جنوبی ۱۵°۴۲′غربی / ۷۱٫۶°جنوبی ۱۵٫۷°غربی   | —                      |                 | [ ۱ ] |
| ۳ اکتبر ۹۸۲     | ۰۶:۰۸:۴۵           | ۵۷         | خورشیدگرفتگی | ۰.۹۴۸۶ | —                   | ۷۱°۴۸′شمالی ۷۹°۴۲′غربی / ۷۱٫۸°شمالی ۷۹٫۷°غربی   | —                      |                 | [ ۱ ] |
| ۲۸ فوریه ۹۸۱    | ۱۳:۴۵:۵۰           | ۲۴         | خورشیدگرفتگی | ۰.۹۲۲۱ | ۰۶ دقیقه و ۳۳ ثانیه | ۶۶°۱۸′شمالی ۴۱°۴۲′شرقی / ۶۶٫۳°شمالی ۴۱٫۷°شرقی   | —                      |                 | [ ۱ ] |
| ۲۳ اوت ۹۸۱      | ۱۲:۳۰:۵۹           | ۲۹         | خورشیدگرفتگی | ۱.۰۴۵۸ | ۰۳ دقیقه و ۱۸ ثانیه | ۵۳°۲۴′جنوبی ۷۵°۵۴′شرقی / ۵۳٫۴°جنوبی ۷۵٫۹°شرقی   | ۴۵۵ کیلومتر (۲۸۳ مایل) |                 | [ ۱ ] |
| ۱۶ فوریه ۹۸۰    | ۱۴:۱۸:۵۴           | ۳۴         | خورشیدگرفتگی | ۰.۹۵۰۹ | ۰۶ دقیقه و ۲۲ ثانیه | ۰°۵۴′جنوبی ۷۰°۴۲′شرقی / ۰٫۹°جنوبی ۷۰٫۷°شرقی     | ۱۸۶ کیلومتر (۱۱۶ مایل) |                 | [ ۱ ] |
| ۱۳ اوت ۹۸۰      | ۰۲:۴۷:۵۳           | ۳۹         | مرکب         | ۱.۰۱۶۸ | ۰۱ دقیقه و ۴۸ ثانیه | ۴°۳۰′شمالی ۱۱۹°۴۸′غربی / ۴٫۵°شمالی ۱۱۹٫۸°غربی   | ۵۹ کیلومتر (۳۷ مایل)   |                 | [ ۱ ] |
| ۵ فوریه ۹۷۹     | ۲۰:۴۸:۱۷           | ۴۴         | خورشیدگرفتگی | ۰.۹۹۸۲ | ۰۰ دقیقه و ۰۹ ثانیه | ۴۶°۵۴′جنوبی ۱۷°۰۰′غربی / ۴۶٫۹°جنوبی ۱۷٫۰°غربی   | ۷ کیلومتر (۴٫۳ مایل)   |                 | [ ۱ ] |
| ۲ اوت ۹۷۹       | ۱۰:۵۰:۲۸           | ۴۹         | خورشیدگرفتگی | ۰.۹۶۳۶ | ۰۳ دقیقه و ۲۴ ثانیه | ۵۲°۳۶′شمالی ۱۲۷°۱۸′شرقی / ۵۲٫۶°شمالی ۱۲۷٫۳°شرقی | ۱۵۶ کیلومتر (۹۷ مایل)  |                 | [ ۱ ] |
| ۲۷ دسامبر ۹۷۹   | ۲۳:۵۲:۴۲           | ۱۶         | خورشیدگرفتگی | ۰.۰۶۲۹ | —                   | ۶۵°۲۴′شمالی ۵۷°۳۶′غربی / ۶۵٫۴°شمالی ۵۷٫۶°غربی   | —                      |                 | [ ۱ ] |
| ۲۶ ژانویه ۹۷۸   | ۰۹:۵۷:۰۰           | ۵۴         | خورشیدگرفتگی | ۰.۷۲۷۵ | —                   | ۶۸°۱۲′جنوبی ۵۷°۱۸′غربی / ۶۸٫۲°جنوبی ۵۷٫۳°غربی   | —                      |                 | [ ۱ ] |
| ۲۲ ژوئیه ۹۷۸    | ۱۲:۲۴:۳۸           | ۵۹         | خورشیدگرفتگی | ۰.۴۶۰۶ | —                   | ۶۷°۲۴′شمالی ۸۸°۱۸′غربی / ۶۷٫۴°شمالی ۸۸٫۳°غربی   | —                      |                 | [ ۱ ] |
| ۱۷ دسامبر ۹۷۸   | ۱۵:۱۹:۵۴           | ۲۶         | خورشیدگرفتگی | ۱.۰۱۹۵ | ۰۱ دقیقه و ۴۳ ثانیه | ۳۶°۱۸′شمالی ۶۵°۴۸′شرقی / ۳۶٫۳°شمالی ۶۵٫۸°شرقی   | ۱۳۴ کیلومتر (۸۳ مایل)  |                 | [ ۱ ] |
| ۱۱ ژوئن ۹۷۷     | ۰۰:۴۰:۳۴           | ۳۱         | خورشیدگرفتگی | ۰.۹۸۵۴ | ۰۱ دقیقه و ۳۴ ثانیه | ۲۷°۳۶′جنوبی ۷۶°۰۰′غربی / ۲۷٫۶°جنوبی ۷۶٫۰°غربی   | ۸۱ کیلومتر (۵۰ مایل)   |                 | [ ۱ ] |
| ۶ دسامبر ۹۷۷    | ۰۲:۴۰:۴۰           | ۳۶         | خورشیدگرفتگی | ۰.۹۷۴۲ | ۰۲ دقیقه و ۵۴ ثانیه | ۱۰°۴۲′جنوبی ۱۱۴°۳۶′غربی / ۱۰٫۷°جنوبی ۱۱۴٫۶°غربی | ۹۴ کیلومتر (۵۸ مایل)   |                 | [ ۱ ] |
| ۳۱ مه ۹۷۶       | ۱۱:۳۲:۲۲           | ۴۱         | خورشیدگرفتگی | ۱.۰۴۸۰ | ۰۴ دقیقه و ۲۲ ثانیه | ۲۱°۴۸′شمالی ۱۰۷°۳۶′شرقی / ۲۱٫۸°شمالی ۱۰۷٫۶°شرقی | ۱۶۰ کیلومتر (۹۹ مایل)  |                 | [ ۱ ] |
| ۲۵ نوامبر ۹۷۶   | ۰۶:۴۴:۲۲           | ۴۶         | خورشیدگرفتگی | ۰.۹۲۵۲ | ۰۷ دقیقه و ۱۹ ثانیه | ۴۷°۳۰′جنوبی ۱۶۵°۱۸′شرقی / ۴۷٫۵°جنوبی ۱۶۵٫۳°شرقی | ۳۲۶ کیلومتر (۲۰۳ مایل) |                 | [ ۱ ] |
| ۲۱ مه ۹۷۵       | ۰۳:۴۴:۴۶           | ۵۱         | خورشیدگرفتگی | ۱.۰۷۴۴ | ۰۴ دقیقه و ۳۲ ثانیه | ۶۱°۱۸′شمالی ۱۷۱°۰۶′غربی / ۶۱٫۳°شمالی ۱۷۱٫۱°غربی | ۳۷۵ کیلومتر (۲۳۳ مایل) |                 | [ ۱ ] |
| ۱۴ نوامبر ۹۷۵   | ۰۵:۴۹:۰۸           | ۵۶         | خورشیدگرفتگی | ۰.۶۳۸۷ | —                   | ۶۱°۴۸′جنوبی ۷۱°۱۸′شرقی / ۶۱٫۸°جنوبی ۷۱٫۳°شرقی   | —                      |                 | [ ۱ ] |
| ۱۱ آوریل ۹۷۴    | ۱۲:۵۱:۱۲           | ۲۳         | خورشیدگرفتگی | ۰.۹۳۲۴ | —                   | ۶۰°۴۲′جنوبی ۱۷۳°۲۴′شرقی / ۶۰٫۷°جنوبی ۱۷۳٫۴°شرقی | —                      |                 | [ ۱ ] |
| ۱۰ مه ۹۷۴       | ۲۰:۵۰:۲۶           | ۶۱         | خورشیدگرفتگی | ۰.۰۳۷۹ | —                   | ۶۱°۴۸′شمالی ۱۵۰°۱۲′غربی / ۶۱٫۸°شمالی ۱۵۰٫۲°غربی | —                      |                 | [ ۱ ] |
| ۴ اکتبر ۹۷۴     | ۱۶:۳۵:۰۰           | ۲۸         | خورشیدگرفتگی | ۰.۸۴۹۶ | —                   | ۶۰°۴۲′شمالی ۱۲۲°۰۰′شرقی / ۶۰٫۷°شمالی ۱۲۲٫۰°شرقی | —                      |                 | [ ۱ ] |
| ۳۰ مارس ۹۷۳     | ۲۲:۴۴:۱۳           | ۳۳         | خورشیدگرفتگی | ۰.۹۷۸۷ | ۰۲ دقیقه و ۰۸ ثانیه | ۱۵°۱۸′جنوبی ۴۶°۵۴′غربی / ۱۵٫۳°جنوبی ۴۶٫۹°غربی   | ۷۹ کیلومتر (۴۹ مایل)   |                 | [ ۱ ] |
| ۲۳ سپتامبر ۹۷۳  | ۰۵:۰۴:۱۶           | ۳۸         | خورشیدگرفتگی | ۱.۰۴۰۶ | ۰۳ دقیقه و ۱۹ ثانیه | ۲۰°۴۲′شمالی ۱۴۳°۳۰′غربی / ۲۰٫۷°شمالی ۱۴۳٫۵°غربی | ۱۴۳ کیلومتر (۸۹ مایل)  |                 | [ ۱ ] |
| ۲۰ مارس ۹۷۲     | ۰۱:۲۴:۲۳           | ۴۳         | خورشیدگرفتگی | ۰.۹۴۰۸ | ۰۶ دقیقه و ۳۲ ثانیه | ۱۹°۳۶′شمالی ۱۰۸°۳۶′غربی / ۱۹٫۶°شمالی ۱۰۸٫۶°غربی | ۲۴۳ کیلومتر (۱۵۱ مایل) |                 | [ ۱ ] |
| ۱۲ سپتامبر ۹۷۲  | ۲۱:۰۷:۲۳           | ۴۸         | خورشیدگرفتگی | ۱.۰۵۵۴ | ۰۴ دقیقه و ۳۶ ثانیه | ۱۰°۴۸′جنوبی ۴۳°۴۲′غربی / ۱۰٫۸°جنوبی ۴۳٫۷°غربی   | ۱۹۵ کیلومتر (۱۲۱ مایل) |                 | [ ۱ ] |
| ۹ مارس ۹۷۱      | ۰۱:۴۰:۵۱           | ۵۳         | خورشیدگرفتگی | ۰.۶۵۱۸ | —                   | ۶۰°۵۴′شمالی ۱۷۲°۴۲′غربی / ۶۰٫۹°شمالی ۱۷۲٫۷°غربی | —                      |                 | [ ۱ ] |
| ۲ سپتامبر ۹۷۱   | ۱۲:۰۱:۵۶           | ۵۸         | خورشیدگرفتگی | ۰.۸۳۵۶ | —                   | ۶۱°۱۸′جنوبی ۳۵°۳۰′شرقی / ۶۱٫۳°جنوبی ۳۵٫۵°شرقی   | —                      |                 | [ ۱ ] |
| ۲۷ ژانویه ۹۷۰   | ۱۸:۵۶:۲۶           | ۲۵         | مرکب         | ۱.۰۰۳۷ | ۰۰ دقیقه و ۱۳ ثانیه | ۷۳°۳۰′جنوبی ۷۷°۱۸′شرقی / ۷۳٫۵°جنوبی ۷۷٫۳°شرقی   | ۳۱ کیلومتر (۱۹ مایل)   |                 | [ ۱ ] |
| ۲۴ ژوئیه ۹۷۰    | ۰۷:۱۰:۲۰           | ۳۰         | خورشیدگرفتگی | ۰.۹۴۷۰ | ۰۳ دقیقه و ۳۰ ثانیه | ۷۶°۴۲′شمالی ۹۱°۳۰′غربی / ۷۶٫۷°شمالی ۹۱٫۵°غربی   | ۵۴۳ کیلومتر (۳۳۷ مایل) |                 | [ ۱ ] |
| ۱۷ ژانویه ۹۶۹   | ۰۹:۱۵:۵۵           | ۳۵         | خورشیدگرفتگی | ۱.۰۵۰۳ | ۰۴ دقیقه و ۱۲ ثانیه | ۳۳°۱۲′جنوبی ۱۵۰°۳۰′شرقی / ۳۳٫۲°جنوبی ۱۵۰٫۵°شرقی | ۱۷۰ کیلومتر (۱۱۰ مایل) |                 | [ ۱ ] |
| ۱۲ ژوئیه ۹۶۹    | ۰۷:۵۱:۰۰           | ۴۰         | خورشیدگرفتگی | ۰.۹۴۴۷ | ۰۶ دقیقه و ۲۸ ثانیه | ۳۴°۳۰′شمالی ۱۶۷°۰۶′شرقی / ۳۴٫۵°شمالی ۱۶۷٫۱°شرقی | ۲۰۸ کیلومتر (۱۲۹ مایل) |                 | [ ۱ ] |
| ۶ ژانویه ۹۶۸    | ۰۱:۱۰:۵۳           | ۴۵         | خورشیدگرفتگی | ۱.۰۳۸۵ | ۰۳ دقیقه و ۴۷ ثانیه | ۵°۴۸′شمالی ۹۶°۴۸′غربی / ۵٫۸°شمالی ۹۶٫۸°غربی     | ۱۴۸ کیلومتر (۹۲ مایل)  |                 | [ ۱ ] |
| ۱ ژوئیه ۹۶۸     | ۱۰:۰۷:۱۸           | ۵۰         | خورشیدگرفتگی | ۰.۹۷۴۸ | ۰۳ دقیقه و ۰۹ ثانیه | ۱۰°۵۴′جنوبی ۱۲۷°۰۶′شرقی / ۱۰٫۹°جنوبی ۱۲۷٫۱°شرقی | ۱۱۰ کیلومتر (۶۸ مایل)  |                 | [ ۱ ] |
| ۲۶ دسامبر ۹۶۸   | ۱۳:۵۸:۵۲           | ۵۵         | خورشیدگرفتگی | ۰.۵۷۷۷ | —                   | ۶۵°۵۴′شمالی ۶۴°۳۰′شرقی / ۶۵٫۹°شمالی ۶۴٫۵°شرقی   | —                      |                 | [ ۱ ] |
| ۲۲ مه ۹۶۷       | ۱۱:۱۹:۳۴           | ۲۲         | خورشیدگرفتگی | ۰.۴۹۴۷ | —                   | ۶۹°۱۸′شمالی ۳۸°۴۲′غربی / ۶۹٫۳°شمالی ۳۸٫۷°غربی   | —                      |                 | [ ۱ ] |
| ۲۰ ژوئن ۹۶۷     | ۱۹:۲۲:۴۷           | ۶۰         | خورشیدگرفتگی | ۰.۴۵۹۸ | —                   | ۶۶°۴۲′جنوبی ۱۰°۳۰′غربی / ۶۶٫۷°جنوبی ۱۰٫۵°غربی   | —                      |                 | [ ۱ ] |
| ۱۶ نوامبر ۹۶۷   | ۰۱:۱۹:۱۸           | ۲۷         | خورشیدگرفتگی | ۰.۹۰۰۲ | —                   | ۶۹°۵۴′جنوبی ۱۱۶°۲۴′شرقی / ۶۹٫۹°جنوبی ۱۱۶٫۴°شرقی | —                      |                 | [ ۱ ] |
| ۱۲ مه ۹۶۶       | ۰۴:۱۴:۰۷           | ۳۲         | خورشیدگرفتگی | ۱.۰۷۸۹ | ۰۵ دقیقه و ۴۹ ثانیه | ۴۵°۳۶′شمالی ۱۵۲°۰۶′غربی / ۴۵٫۶°شمالی ۱۵۲٫۱°غربی | ۲۹۸ کیلومتر (۱۸۵ مایل) |                 | [ ۱ ] |
| ۵ نوامبر ۹۶۶    | ۰۰:۱۸:۳۷           | ۳۷         | خورشیدگرفتگی | ۰.۹۲۴۶ | ۰۸ دقیقه و ۴۸ ثانیه | ۳۳°۰۰′جنوبی ۹۰°۳۶′غربی / ۳۳٫۰°جنوبی ۹۰٫۶°غربی   | ۳۰۳ کیلومتر (۱۸۸ مایل) |                 | [ ۱ ] |
| ۳۰ آوریل ۹۶۵    | ۲۰:۴۳:۰۱           | ۴۲         | خورشیدگرفتگی | ۱.۰۵۱۷ | ۰۵ دقیقه و ۰۰ ثانیه | ۱°۰۰′جنوبی ۲۵°۴۲′غربی / ۱٫۰°جنوبی ۲۵٫۷°غربی     | ۱۷۶ کیلومتر (۱۰۹ مایل) |                 | [ ۱ ] |
| ۲۴ اکتبر ۹۶۵    | ۰۳:۴۸:۳۵           | ۴۷         | خورشیدگرفتگی | ۰.۹۷۰۴ | ۰۳ دقیقه و ۲۲ ثانیه | ۱۰°۵۴′شمالی ۱۳۱°۱۲′غربی / ۱۰٫۹°شمالی ۱۳۱٫۲°غربی | ۱۱۳ کیلومتر (۷۰ مایل)  |                 | [ ۱ ] |
| ۲۰ آوریل ۹۶۴    | ۰۸:۱۴:۳۴           | ۵۲         | خورشیدگرفتگی | ۰.۹۲۲۴ | —                   | ۷۱°۱۸′جنوبی ۱۳۵°۲۴′غربی / ۷۱٫۳°جنوبی ۱۳۵٫۴°غربی | —                      |                 | [ ۱ ] |
| ۱۳ اکتبر ۹۶۴    | ۱۴:۴۲:۵۵           | ۵۷         | خورشیدگرفتگی | ۰.۹۷۲۶ | —                   | ۷۱°۴۲′شمالی ۱۳۶°۱۲′شرقی / ۷۱٫۷°شمالی ۱۳۶٫۲°شرقی | —                      |                 | [ ۱ ] |
| ۱۰ مارس ۹۶۳     | ۲۰:۴۱:۳۴           | ۲۴         | خورشیدگرفتگی | ۰.۸۷۶۴ | —                   | ۷۱°۲۴′شمالی ۹۰°۱۲′غربی / ۷۱٫۴°شمالی ۹۰٫۲°غربی   | —                      |                 | [ ۱ ] |
| ۳ سپتامبر ۹۶۳   | ۲۰:۴۰:۱۹           | ۲۹         | خورشیدگرفتگی | ۱.۰۳۸۷ | ۰۲ دقیقه و ۳۳ ثانیه | ۶۲°۲۴′جنوبی ۶۱°۲۴′غربی / ۶۲٫۴°جنوبی ۶۱٫۴°غربی   | ۶۲۷ کیلومتر (۳۹۰ مایل) |                 | [ ۱ ] |
| ۲۷ فوریه ۹۶۲    | ۲۱:۳۷:۵۹           | ۳۴         | خورشیدگرفتگی | ۰.۹۵۶۲ | ۰۵ دقیقه و ۲۹ ثانیه | ۵°۱۲′شمالی ۴۲°۰۰′غربی / ۵٫۲°شمالی ۴۲٫۰°غربی     | ۱۶۷ کیلومتر (۱۰۴ مایل) |                 | [ ۱ ] |
| ۲۴ اوت ۹۶۲      | ۱۰:۳۱:۰۹           | ۳۹         | مرکب         | ۱.۰۱۰۰ | ۰۱ دقیقه و ۰۵ ثانیه | ۱°۱۲′جنوبی ۱۲۱°۴۲′شرقی / ۱٫۲°جنوبی ۱۲۱٫۷°شرقی   | ۳۶ کیلومتر (۲۲ مایل)   |                 | [ ۱ ] |
| ۱۷ فوریه ۹۶۱    | ۰۴:۴۲:۵۴           | ۴۴         | مرکب         | ۱.۰۰۵۰ | ۰۰ دقیقه و ۲۷ ثانیه | ۴۱°۱۲′جنوبی ۱۳۶°۰۰′غربی / ۴۱٫۲°جنوبی ۱۳۶٫۰°غربی | ۱۹ کیلومتر (۱۲ مایل)   |                 | [ ۱ ] |
| ۱۲ اوت ۹۶۱      | ۱۷:۵۸:۰۰           | ۴۹         | خورشیدگرفتگی | ۰.۹۵۸۴ | ۰۴ دقیقه و ۰۷ ثانیه | ۴۶°۰۰′شمالی ۲۰°۳۰′شرقی / ۴۶٫۰°شمالی ۲۰٫۵°شرقی   | ۱۷۲ کیلومتر (۱۰۷ مایل) |                 | [ ۱ ] |
| ۷ ژانویه ۹۶۰    | ۰۸:۳۶:۲۸           | ۱۶         | خورشیدگرفتگی | ۰.۰۴۶۱ | —                   | ۶۶°۲۴′شمالی ۱۵۹°۴۲′شرقی / ۶۶٫۴°شمالی ۱۵۹٫۷°شرقی | —                      |                 | [ ۱ ] |
| ۵ فوریه ۹۶۰     | ۱۸:۱۷:۵۸           | ۵۴         | خورشیدگرفتگی | ۰.۷۷۷۳ | —                   | ۶۹°۱۲′جنوبی ۱۶۴°۱۲′شرقی / ۶۹٫۲°جنوبی ۱۶۴٫۲°شرقی | —                      |                 | [ ۱ ] |
| ۱ اوت ۹۶۰       | ۱۹:۰۷:۲۳           | ۵۹         | خورشیدگرفتگی | ۰.۵۷۳۹ | —                   | ۶۸°۲۴′شمالی ۱۵۸°۳۰′شرقی / ۶۸٫۴°شمالی ۱۵۸٫۵°شرقی | —                      |                 | [ ۱ ] |
| ۲۸ دسامبر ۹۶۰   | ۰۰:۰۳:۰۸           | ۲۶         | خورشیدگرفتگی | ۱.۰۱۸۷ | ۰۱ دقیقه و ۳۹ ثانیه | ۳۷°۰۶′شمالی ۷۰°۰۶′غربی / ۳۷٫۱°شمالی ۷۰٫۱°غربی   | ۱۳۲ کیلومتر (۸۲ مایل)  |                 | [ ۱ ] |
| ۲۲ ژوئن ۹۵۹     | ۰۷:۲۹:۴۵           | ۳۱         | خورشیدگرفتگی | ۰.۹۸۵۹ | ۰۱ دقیقه و ۲۷ ثانیه | ۳۴°۳۶′جنوبی ۱۷۸°۴۲′شرقی / ۳۴٫۶°جنوبی ۱۷۸٫۷°شرقی | ۹۵ کیلومتر (۵۹ مایل)   |                 | [ ۱ ] |
| ۱۷ دسامبر ۹۵۹   | ۱۱:۰۷:۳۲           | ۳۶         | خورشیدگرفتگی | ۰.۹۷۲۳ | ۰۳ دقیقه و ۱۴ ثانیه | ۱۱°۴۸′جنوبی ۱۱۷°۳۶′شرقی / ۱۱٫۸°جنوبی ۱۱۷٫۶°شرقی | ۱۰۱ کیلومتر (۶۳ مایل)  |                 | [ ۱ ] |
| ۱۱ ژوئن ۹۵۸     | ۱۸:۴۶:۳۵           | ۴۱         | خورشیدگرفتگی | ۱.۰۵۰۶ | ۰۴ دقیقه و ۴۴ ثانیه | ۱۹°۳۶′شمالی ۰°۴۸′غربی / ۱۹٫۶°شمالی ۰٫۸°غربی     | ۱۶۸ کیلومتر (۱۰۴ مایل) |                 | [ ۱ ] |
| ۶ دسامبر ۹۵۸    | ۱۴:۵۱:۱۳           | ۴۶         | خورشیدگرفتگی | ۰.۹۲۴۰ | ۰۷ دقیقه و ۲۷ ثانیه | ۵۰°۳۶′جنوبی ۴۵°۲۴′شرقی / ۵۰٫۶°جنوبی ۴۵٫۴°شرقی   | ۳۳۲ کیلومتر (۲۰۶ مایل) |                 | [ ۱ ] |
| ۳۱ مه ۹۵۷       | ۱۱:۰۹:۴۰           | ۵۱         | خورشیدگرفتگی | ۱.۰۷۶۵ | ۰۴ دقیقه و ۴۹ ثانیه | ۶۰°۳۰′شمالی ۸۶°۲۴′شرقی / ۶۰٫۵°شمالی ۸۶٫۴°شرقی   | ۳۴۳ کیلومتر (۲۱۳ مایل) |                 | [ ۱ ] |
| ۲۴ نوامبر ۹۵۷   | ۱۳:۵۱:۳۶           | ۵۶         | خورشیدگرفتگی | ۰.۶۴۷۶ | —                   | ۶۲°۳۰′جنوبی ۵۹°۳۶′غربی / ۶۲٫۵°جنوبی ۵۹٫۶°غربی   | —                      |                 | [ ۱ ] |
| ۲۱ آوریل ۹۵۶    | ۲۰:۰۹:۲۸           | ۲۳         | خورشیدگرفتگی | ۰.۷۹۶۶ | —                   | ۶۰°۵۴′جنوبی ۵۳°۴۸′شرقی / ۶۰٫۹°جنوبی ۵۳٫۸°شرقی   | —                      |                 | [ ۱ ] |
| ۲۱ مه ۹۵۶       | ۰۴:۰۹:۲۳           | ۶۱         | خورشیدگرفتگی | ۰.۱۷۰۱ | —                   | ۶۲°۲۴′شمالی ۸۹°۳۶′شرقی / ۶۲٫۴°شمالی ۸۹٫۶°شرقی   | —                      |                 | [ ۱ ] |
| ۱۵ اکتبر ۹۵۶    | ۰۰:۵۵:۲۰           | ۲۸         | خورشیدگرفتگی | ۰.۸۳۴۵ | —                   | ۶۰°۴۸′شمالی ۱۳°۰۶′غربی / ۶۰٫۸°شمالی ۱۳٫۱°غربی   | —                      |                 | [ ۱ ] |
| ۱۱ آوریل ۹۵۵    | ۰۵:۳۹:۳۲           | ۳۳         | خورشیدگرفتگی | ۰.۹۷۷۴ | ۰۲ دقیقه و ۱۸ ثانیه | ۱۵°۰۰′جنوبی ۱۵۱°۱۲′غربی / ۱۵٫۰°جنوبی ۱۵۱٫۲°غربی | ۸۶ کیلومتر (۵۳ مایل)   |                 | [ ۱ ] |
| ۴ اکتبر ۹۵۵     | ۱۳:۳۵:۲۴           | ۳۸         | خورشیدگرفتگی | ۱.۰۳۹۸ | ۰۳ دقیقه و ۱۷ ثانیه | ۱۷°۰۶′شمالی ۸۷°۰۰′شرقی / ۱۷٫۱°شمالی ۸۷٫۰°شرقی   | ۱۴۱ کیلومتر (۸۸ مایل)  |                 | [ ۱ ] |
| ۳۱ مارس ۹۵۴     | ۰۸:۰۶:۳۸           | ۴۳         | خورشیدگرفتگی | ۰.۹۴۳۰ | ۰۶ دقیقه و ۱۲ ثانیه | ۱۹°۵۴′شمالی ۱۵۰°۲۴′شرقی / ۱۹٫۹°شمالی ۱۵۰٫۴°شرقی | ۲۲۶ کیلومتر (۱۴۰ مایل) |                 | [ ۱ ] |
| ۲۴ سپتامبر ۹۵۴  | ۰۵:۳۲:۵۷           | ۴۸         | خورشیدگرفتگی | ۱.۰۵۱۸ | ۰۴ دقیقه و ۱۴ ثانیه | ۱۳°۳۶′جنوبی ۱۷۱°۴۸′غربی / ۱۳٫۶°جنوبی ۱۷۱٫۸°غربی | ۱۸۱ کیلومتر (۱۱۲ مایل) |                 | [ ۱ ] |
| ۱۹ مارس ۹۵۳     | ۰۸:۳۸:۰۴           | ۵۳         | خورشیدگرفتگی | ۰.۷۶۰۲ | —                   | ۶۰°۳۶′شمالی ۷۳°۰۰′شرقی / ۶۰٫۶°شمالی ۷۳٫۰°شرقی   | —                      |                 | [ ۱ ] |
| ۱۲ سپتامبر ۹۵۳  | ۲۰:۰۶:۳۴           | ۵۸         | خورشیدگرفتگی | ۰.۸۸۳۲ | —                   | ۶۰°۵۴′جنوبی ۹۵°۴۸′غربی / ۶۰٫۹°جنوبی ۹۵٫۸°غربی   | —                      |                 | [ ۱ ] |
| ۷ فوریه ۹۵۲     | ۰۳:۰۴:۰۱           | ۲۵         | خورشیدگرفتگی | ۱.۰۰۸۸ | ۰۰ دقیقه و ۳۱ ثانیه | ۶۹°۵۴′جنوبی ۴۰°۳۰′غربی / ۶۹٫۹°جنوبی ۴۰٫۵°غربی   | ۸۵ کیلومتر (۵۳ مایل)   |                 | [ ۱ ] |
| ۳ اوت ۹۵۲       | ۱۴:۰۳:۴۴           | ۳۰         | خورشیدگرفتگی | ۰.۹۳۷۴ | ۰۳ دقیقه و ۴۱ ثانیه | ۶۴°۴۲′شمالی ۱۵۵°۳۶′غربی / ۶۴٫۷°شمالی ۱۵۵٫۶°غربی | —                      |                 | [ ۱ ] |
| ۲۷ ژانویه ۹۵۱   | ۱۷:۴۵:۰۹           | ۳۵         | خورشیدگرفتگی | ۱.۰۵۴۱ | ۰۴ دقیقه و ۲۵ ثانیه | ۳۲°۱۲′جنوبی ۲۴°۰۰′شرقی / ۳۲٫۲°جنوبی ۲۴٫۰°شرقی   | ۱۸۳ کیلومتر (۱۱۴ مایل) |                 | [ ۱ ] |
| ۲۳ ژوئیه ۹۵۱    | ۱۴:۲۹:۱۸           | ۴۰         | خورشیدگرفتگی | ۰.۹۴۲۷ | ۰۶ دقیقه و ۲۴ ثانیه | ۳۷°۱۲′شمالی ۶۹°۱۲′شرقی / ۳۷٫۲°شمالی ۶۹٫۲°شرقی   | ۲۲۰ کیلومتر (۱۴۰ مایل) |                 | [ ۱ ] |
| ۱۷ ژانویه ۹۵۰   | ۰۹:۴۵:۲۶           | ۴۵         | خورشیدگرفتگی | ۱.۰۳۹۳ | ۰۳ دقیقه و ۴۹ ثانیه | ۵°۳۶′شمالی ۱۳۲°۱۸′شرقی / ۵٫۶°شمالی ۱۳۲٫۳°شرقی   | ۱۵۰ کیلومتر (۹۳ مایل)  |                 | [ ۱ ] |
| ۱۲ ژوئیه ۹۵۰    | ۱۶:۵۹:۲۴           | ۵۰         | خورشیدگرفتگی | ۰.۹۷۶۵ | ۰۲ دقیقه و ۵۴ ثانیه | ۵°۴۸′جنوبی ۲۱°۳۶′شرقی / ۵٫۸°جنوبی ۲۱٫۶°شرقی     | ۹۶ کیلومتر (۶۰ مایل)   |                 | [ ۱ ] |
| ۶ ژانویه ۹۴۹    | ۲۲:۲۴:۱۱           | ۵۵         | خورشیدگرفتگی | ۰.۵۸۵۰ | —                   | ۶۴°۵۴′شمالی ۷۳°۱۸′غربی / ۶۴٫۹°شمالی ۷۳٫۳°غربی   | —                      |                 | [ ۱ ] |
| ۱ ژوئن ۹۴۹      | ۱۸:۳۷:۰۲           | ۲۲         | خورشیدگرفتگی | ۰.۳۶۰۸ | —                   | ۶۸°۲۴′شمالی ۱۶۱°۱۲′غربی / ۶۸٫۴°شمالی ۱۶۱٫۲°غربی | —                      |                 | [ ۱ ] |
| ۱ ژوئیه ۹۴۹     | ۰۲:۳۶:۵۲           | ۶۰         | خورشیدگرفتگی | ۰.۵۹۹۴ | —                   | ۶۵°۴۲′جنوبی ۱۳۰°۵۴′غربی / ۶۵٫۷°جنوبی ۱۳۰٫۹°غربی | —                      |                 | [ ۱ ] |
| ۲۶ نوامبر ۹۴۹   | ۰۹:۲۳:۱۶           | ۲۷         | خورشیدگرفتگی | ۰.۸۹۴۰ | —                   | ۶۸°۵۴′جنوبی ۱۸°۱۸′غربی / ۶۸٫۹°جنوبی ۱۸٫۳°غربی   | —                      |                 | [ ۱ ] |
| ۲۲ مه ۹۴۸       | ۱۱:۳۹:۰۳           | ۳۲         | خورشیدگرفتگی | ۱.۰۷۸۰ | ۰۵ دقیقه و ۲۵ ثانیه | ۵۴°۰۰′شمالی ۹۴°۲۴′شرقی / ۵۴٫۰°شمالی ۹۴٫۴°شرقی   | ۳۱۴ کیلومتر (۱۹۵ مایل) |                 | [ ۱ ] |
| ۱۵ نوامبر ۹۴۸   | ۰۸:۲۴:۴۰           | ۳۷         | خورشیدگرفتگی | ۰.۹۲۵۳ | ۰۸ دقیقه و ۳۲ ثانیه | ۳۷°۰۰′جنوبی ۱۴۷°۳۰′شرقی / ۳۷٫۰°جنوبی ۱۴۷٫۵°شرقی | ۳۰۱ کیلومتر (۱۸۷ مایل) |                 | [ ۱ ] |
| ۱۲ مه ۹۴۷       | ۰۳:۵۸:۳۰           | ۴۲         | خورشیدگرفتگی | ۱.۰۴۹۷ | ۰۴ دقیقه و ۵۴ ثانیه | ۶°۴۲′شمالی ۱۳۸°۰۶′غربی / ۶٫۷°شمالی ۱۳۸٫۱°غربی   | ۱۶۷ کیلومتر (۱۰۴ مایل) |                 | [ ۱ ] |
| ۴ نوامبر ۹۴۷    | ۱۲:۱۳:۲۳           | ۴۷         | خورشیدگرفتگی | ۰.۹۷۲۰ | ۰۳ دقیقه و ۱۴ ثانیه | ۶°۴۲′شمالی ۱۰۰°۱۸′شرقی / ۶٫۷°شمالی ۱۰۰٫۳°شرقی   | ۱۰۷ کیلومتر (۶۶ مایل)  |                 | [ ۱ ] |
| ۱ مه ۹۴۶        | ۱۵:۰۸:۰۰           | ۵۲         | خورشیدگرفتگی | ۰.۹۸۱۲ | ۰۱ دقیقه و ۳۰ ثانیه | ۵۹°۱۸′جنوبی ۸۲°۵۴′شرقی / ۵۹٫۳°جنوبی ۸۲٫۹°شرقی   | ۲۵۲ کیلومتر (۱۵۷ مایل) |                 | [ ۱ ] |
| ۲۴ اکتبر ۹۴۶    | ۲۳:۲۱:۵۲           | ۵۷         | خورشیدگرفتگی | ۰.۹۹۰۳ | —                   | ۷۱°۱۸′شمالی ۸°۵۴′غربی / ۷۱٫۳°شمالی ۸٫۹°غربی     | —                      |                 | [ ۱ ] |
| ۲۱ مارس ۹۴۵     | ۰۳:۳۰:۵۲           | ۲۴         | خورشیدگرفتگی | ۰.۷۷۲۶ | —                   | ۷۱°۴۸′شمالی ۱۵۲°۱۸′شرقی / ۷۱٫۸°شمالی ۱۵۲٫۳°شرقی | —                      |                 | [ ۱ ] |
| ۱۴ سپتامبر ۹۴۵  | ۰۴:۵۶:۴۰           | ۲۹         | خورشیدگرفتگی | ۰.۹۹۸۷ | —                   | ۷۱°۲۴′جنوبی ۱۳۸°۵۴′شرقی / ۷۱٫۴°جنوبی ۱۳۸٫۹°شرقی | —                      |                 | [ ۱ ] |
| ۱۰ مارس ۹۴۴     | ۰۴:۴۹:۱۶           | ۳۴         | خورشیدگرفتگی | ۰.۹۶۱۶ | ۰۴ دقیقه و ۳۷ ثانیه | ۱۲°۰۰′شمالی ۱۵۳°۲۴′غربی / ۱۲٫۰°شمالی ۱۵۳٫۴°غربی | ۱۴۸ کیلومتر (۹۲ مایل)  |                 | [ ۱ ] |
| ۳ سپتامبر ۹۴۴   | ۱۸:۲۱:۳۰           | ۳۹         | مرکب         | ۱.۰۰۳۳ | ۰۰ دقیقه و ۲۱ ثانیه | ۷°۰۰′جنوبی ۱°۱۲′شرقی / ۷٫۰°جنوبی ۱٫۲°شرقی       | ۱۲ کیلومتر (۷٫۵ مایل)  |                 | [ ۱ ] |
| ۲۷ فوریه ۹۴۳    | ۱۲:۲۹:۰۲           | ۴۴         | مرکب         | ۱.۰۱۱۸ | ۰۱ دقیقه و ۰۵ ثانیه | ۳۴°۴۲′جنوبی ۱۰۵°۳۶′شرقی / ۳۴٫۷°جنوبی ۱۰۵٫۶°شرقی | ۴۴ کیلومتر (۲۷ مایل)   |                 | [ ۱ ] |
| ۲۴ اوت ۹۴۳      | ۰۱:۱۴:۰۲           | ۴۹         | خورشیدگرفتگی | ۰.۹۵۳۳ | ۰۴ دقیقه و ۵۴ ثانیه | ۳۹°۳۰′شمالی ۸۹°۳۶′غربی / ۳۹٫۵°شمالی ۸۹٫۶°غربی   | ۱۸۹ کیلومتر (۱۱۷ مایل) |                 | [ ۱ ] |
| ۱۸ ژانویه ۹۴۲   | ۱۷:۱۲:۰۷           | ۱۶         | خورشیدگرفتگی | ۰.۰۱۶۵ | —                   | ۶۷°۳۰′شمالی ۱۸°۳۰′شرقی / ۶۷٫۵°شمالی ۱۸٫۵°شرقی   | —                      |                 | [ ۱ ] |
| ۱۷ فوریه ۹۴۲    | ۰۲:۲۹:۳۸           | ۵۴         | خورشیدگرفتگی | ۰.۸۴۲۳ | —                   | ۷۰°۰۶′جنوبی ۲۷°۳۰′شرقی / ۷۰٫۱°جنوبی ۲۷٫۵°شرقی   | —                      |                 | [ ۱ ] |
| ۱۳ اوت ۹۴۲      | ۰۲:۰۰:۵۱           | ۵۹         | خورشیدگرفتگی | ۰.۶۷۲۷ | —                   | ۶۹°۲۴′شمالی ۴۱°۵۴′شرقی / ۶۹٫۴°شمالی ۴۱٫۹°شرقی   | —                      |                 | [ ۱ ] |
| ۸ ژانویه ۹۴۱    | ۰۸:۳۹:۵۴           | ۲۶         | خورشیدگرفتگی | ۱.۰۱۸۱ | ۰۱ دقیقه و ۳۶ ثانیه | ۳۹°۱۲′شمالی ۱۵۵°۲۴′شرقی / ۳۹٫۲°شمالی ۱۵۵٫۴°شرقی | ۱۳۴ کیلومتر (۸۳ مایل)  |                 | [ ۱ ] |
| ۲ ژوئیه ۹۴۱     | ۱۴:۲۴:۳۴           | ۳۱         | خورشیدگرفتگی | ۰.۹۸۵۳ | ۰۱ دقیقه و ۲۴ ثانیه | ۴۴°۰۶′جنوبی ۷۰°۵۴′شرقی / ۴۴٫۱°جنوبی ۷۰٫۹°شرقی   | ۱۳۹ کیلومتر (۸۶ مایل)  |                 | [ ۱ ] |
| ۲۷ دسامبر ۹۴۱   | ۱۹:۲۹:۳۹           | ۳۶         | خورشیدگرفتگی | ۰.۹۷۰۹ | ۰۳ دقیقه و ۲۹ ثانیه | ۱۱°۵۴′جنوبی ۸°۵۴′غربی / ۱۱٫۹°جنوبی ۸٫۹°غربی     | ۱۰۷ کیلومتر (۶۶ مایل)  |                 | [ ۱ ] |
| ۲۲ ژوئن ۹۴۰     | ۰۲:۰۳:۲۰           | ۴۱         | خورشیدگرفتگی | ۱.۰۵۲۳ | ۰۵ دقیقه و ۰۲ ثانیه | ۱۶°۳۰′شمالی ۱۱۰°۱۸′غربی / ۱۶٫۵°شمالی ۱۱۰٫۳°غربی | ۱۷۵ کیلومتر (۱۰۹ مایل) |                 | [ ۱ ] |
| ۱۶ دسامبر ۹۴۰   | ۲۲:۵۵:۱۰           | ۴۶         | خورشیدگرفتگی | ۰.۹۲۳۷ | ۰۷ دقیقه و ۳۳ ثانیه | ۵۲°۴۲′جنوبی ۷۲°۳۰′غربی / ۵۲٫۷°جنوبی ۷۲٫۵°غربی   | ۳۳۳ کیلومتر (۲۰۷ مایل) |                 | [ ۱ ] |
| ۱۱ ژوئن ۹۳۹     | ۱۸:۳۴:۳۱           | ۵۱         | خورشیدگرفتگی | ۱.۰۷۷۳ | ۰۵ دقیقه و ۰۴ ثانیه | ۵۸°۴۲′شمالی ۱۶°۵۴′غربی / ۵۸٫۷°شمالی ۱۶٫۹°غربی   | ۳۱۸ کیلومتر (۱۹۸ مایل) |                 | [ ۱ ] |
| ۵ دسامبر ۹۳۹    | ۲۱:۵۵:۱۸           | ۵۶         | خورشیدگرفتگی | ۰.۶۵۵۵ | —                   | ۶۳°۲۴′جنوبی ۱۶۸°۵۴′شرقی / ۶۳٫۴°جنوبی ۱۶۸٫۹°شرقی | —                      |                 | [ ۱ ] |
| ۳ مه ۹۳۸        | ۰۳:۲۱:۳۴           | ۲۳         | خورشیدگرفتگی | ۰.۶۵۳۲ | —                   | ۶۱°۱۸′جنوبی ۶۴°۲۴′غربی / ۶۱٫۳°جنوبی ۶۴٫۴°غربی   | —                      |                 | [ ۱ ] |
| ۱ ژوئن ۹۳۸      | ۱۱:۲۶:۲۸           | ۶۱         | خورشیدگرفتگی | ۰.۳۰۴۳ | —                   | ۶۳°۰۶′شمالی ۳۰°۱۲′غربی / ۶۳٫۱°شمالی ۳۰٫۲°غربی   | —                      |                 | [ ۱ ] |
| ۲۶ اکتبر ۹۳۸    | ۰۹:۲۲:۲۳           | ۲۸         | خورشیدگرفتگی | ۰.۸۲۷۶ | —                   | ۶۱°۰۶′شمالی ۱۴۹°۵۴′غربی / ۶۱٫۱°شمالی ۱۴۹٫۹°غربی | —                      |                 | [ ۱ ] |
| ۲۱ آوریل ۹۳۷    | ۱۲:۲۸:۱۴           | ۳۳         | خورشیدگرفتگی | ۰.۹۷۵۷ | ۰۲ دقیقه و ۳۲ ثانیه | ۱۵°۳۰′جنوبی ۱۰۶°۰۶′شرقی / ۱۵٫۵°جنوبی ۱۰۶٫۱°شرقی | ۹۶ کیلومتر (۶۰ مایل)   |                 | [ ۱ ] |
| ۱۴ اکتبر ۹۳۷    | ۲۲:۱۳:۳۱           | ۳۸         | خورشیدگرفتگی | ۱.۰۳۹۱ | ۰۳ دقیقه و ۱۷ ثانیه | ۱۳°۲۴′شمالی ۴۴°۳۰′غربی / ۱۳٫۴°شمالی ۴۴٫۵°غربی   | ۱۳۹ کیلومتر (۸۶ مایل)  |                 | [ ۱ ] |
| ۱۰ آوریل ۹۳۶    | ۱۴:۴۰:۴۶           | ۴۳         | خورشیدگرفتگی | ۰.۹۴۵۱ | ۰۵ دقیقه و ۵۸ ثانیه | ۲۰°۰۶′شمالی ۵۱°۵۴′شرقی / ۲۰٫۱°شمالی ۵۱٫۹°شرقی   | ۲۱۱ کیلومتر (۱۳۱ مایل) |                 | [ ۱ ] |
| ۴ اکتبر ۹۳۶     | ۱۴:۰۵:۳۶           | ۴۸         | خورشیدگرفتگی | ۱.۰۴۸۱ | ۰۳ دقیقه و ۵۴ ثانیه | ۱۷°۰۶′جنوبی ۵۸°۱۲′شرقی / ۱۷٫۱°جنوبی ۵۸٫۲°شرقی   | ۱۶۸ کیلومتر (۱۰۴ مایل) |                 | [ ۱ ] |
| ۳۰ مارس ۹۳۵     | ۱۵:۲۸:۴۹           | ۵۳         | خورشیدگرفتگی | ۰.۸۸۰۰ | —                   | ۶۰°۳۰′شمالی ۳۹°۴۲′غربی / ۶۰٫۵°شمالی ۳۹٫۷°غربی   | —                      |                 | [ ۱ ] |
| ۲۴ سپتامبر ۹۳۵  | ۰۴:۱۸:۰۲           | ۵۸         | خورشیدگرفتگی | ۰.۹۱۸۸ | —                   | ۶۰°۴۲′جنوبی ۱۳۱°۲۴′شرقی / ۶۰٫۷°جنوبی ۱۳۱٫۴°شرقی | —                      |                 | [ ۱ ] |
| ۱۸ فوریه ۹۳۴    | ۱۱:۰۴:۴۷           | ۲۵         | خورشیدگرفتگی | ۱.۰۱۳۲ | ۰۰ دقیقه و ۴۵ ثانیه | ۶۶°۳۶′جنوبی ۱۵۴°۳۰′غربی / ۶۶٫۶°جنوبی ۱۵۴٫۵°غربی | ۱۷۴ کیلومتر (۱۰۸ مایل) |                 | [ ۱ ] |
| ۱۴ اوت ۹۳۴      | ۲۱:۰۵:۲۰           | ۳۰         | خورشیدگرفتگی | ۰.۸۶۷۸ | —                   | ۶۲°۰۶′شمالی ۹۱°۴۸′شرقی / ۶۲٫۱°شمالی ۹۱٫۸°شرقی   | —                      |                 | [ ۱ ] |
| ۸ فوریه ۹۳۳     | ۰۲:۰۷:۴۹           | ۳۵         | خورشیدگرفتگی | ۱.۰۵۷۹ | ۰۴ دقیقه و ۳۸ ثانیه | ۳۰°۳۶′جنوبی ۱۰۱°۰۶′غربی / ۳۰٫۶°جنوبی ۱۰۱٫۱°غربی | ۱۹۶ کیلومتر (۱۲۲ مایل) |                 | [ ۱ ] |
| ۲ اوت ۹۳۳       | ۲۱:۱۵:۲۰           | ۴۰         | خورشیدگرفتگی | ۰.۹۴۰۵ | ۰۶ دقیقه و ۲۲ ثانیه | ۳۸°۴۲′شمالی ۳۰°۱۲′غربی / ۳۸٫۷°شمالی ۳۰٫۲°غربی   | ۲۳۳ کیلومتر (۱۴۵ مایل) |                 | [ ۱ ] |
| ۲۷ ژانویه ۹۳۲   | ۱۸:۱۲:۴۷           | ۴۵         | خورشیدگرفتگی | ۱.۰۴۰۴ | ۰۳ دقیقه و ۵۰ ثانیه | ۵°۵۴′شمالی ۳°۱۲′شرقی / ۵٫۹°شمالی ۳٫۲°شرقی       | ۱۵۲ کیلومتر (۹۴ مایل)  |                 | [ ۱ ] |
| ۲۲ ژوئیه ۹۳۲    | ۲۳:۵۹:۳۳           | ۵۰         | خورشیدگرفتگی | ۰.۹۷۷۸ | ۰۲ دقیقه و ۴۱ ثانیه | ۲°۰۶′جنوبی ۸۵°۲۴′غربی / ۲٫۱°جنوبی ۸۵٫۴°غربی     | ۸۷ کیلومتر (۵۴ مایل)   |                 | [ ۱ ] |
| ۱۷ ژانویه ۹۳۱   | ۰۶:۳۹:۵۷           | ۵۵         | خورشیدگرفتگی | ۰.۶۰۴۹ | —                   | ۶۳°۵۴′شمالی ۱۵۱°۳۶′شرقی / ۶۳٫۹°شمالی ۱۵۱٫۶°شرقی | —                      |                 | [ ۱ ] |
| ۱۳ ژوئن ۹۳۱     | ۰۱:۵۷:۰۰           | ۲۲         | خورشیدگرفتگی | ۰.۲۲۹۳ | —                   | ۶۷°۲۴′شمالی ۷۶°۱۲′شرقی / ۶۷٫۴°شمالی ۷۶٫۲°شرقی   | —                      |                 | [ ۱ ] |
| ۱۲ ژوئیه ۹۳۱    | ۰۹:۵۸:۱۸           | ۶۰         | خورشیدگرفتگی | ۰.۷۳۰۲ | —                   | ۶۴°۴۲′جنوبی ۱۰۷°۱۸′شرقی / ۶۴٫۷°جنوبی ۱۰۷٫۳°شرقی | —                      |                 | [ ۱ ] |
| ۷ دسامبر ۹۳۱    | ۱۷:۲۵:۱۳           | ۲۷         | خورشیدگرفتگی | ۰.۸۸۵۵ | —                   | ۶۷°۴۸′جنوبی ۱۵۱°۴۲′غربی / ۶۷٫۸°جنوبی ۱۵۱٫۷°غربی | —                      |                 | [ ۱ ] |
| ۲ ژوئن ۹۳۰      | ۱۹:۰۴:۰۷           | ۳۲         | خورشیدگرفتگی | ۱.۰۷۶۰ | ۰۴ دقیقه و ۵۸ ثانیه | ۶۲°۲۴′شمالی ۱۷°۲۴′غربی / ۶۲٫۴°شمالی ۱۷٫۴°غربی   | ۳۳۲ کیلومتر (۲۰۶ مایل) |                 | [ ۱ ] |
| ۲۶ نوامبر ۹۳۰   | ۱۶:۳۱:۳۰           | ۳۷         | خورشیدگرفتگی | ۰.۹۲۶۸ | ۰۸ دقیقه و ۱۲ ثانیه | ۴۰°۳۰′جنوبی ۲۶°۱۸′شرقی / ۴۰٫۵°جنوبی ۲۶٫۳°شرقی   | ۲۹۵ کیلومتر (۱۸۳ مایل) |                 | [ ۱ ] |
| ۲۲ مه ۹۲۹       | ۱۱:۱۰:۵۷           | ۴۲         | خورشیدگرفتگی | ۱.۰۴۷۰ | ۰۴ دقیقه و ۳۹ ثانیه | ۱۴°۰۰′شمالی ۱۱۰°۵۴′شرقی / ۱۴٫۰°شمالی ۱۱۰٫۹°شرقی | ۱۵۷ کیلومتر (۹۸ مایل)  |                 | [ ۱ ] |
| ۱۴ نوامبر ۹۲۹   | ۲۰:۴۲:۲۶           | ۴۷         | خورشیدگرفتگی | ۰.۹۷۴۲ | ۰۳ دقیقه و ۰۱ ثانیه | ۳°۱۲′شمالی ۲۹°۱۲′غربی / ۳٫۲°شمالی ۲۹٫۲°غربی     | ۹۸ کیلومتر (۶۱ مایل)   |                 | [ ۱ ] |
| ۱۱ مه ۹۲۸       | ۲۱:۵۳:۴۷           | ۵۲         | خورشیدگرفتگی | ۰.۹۸۲۰ | ۰۱ دقیقه و ۴۱ ثانیه | ۴۵°۳۶′جنوبی ۳۳°۵۴′غربی / ۴۵٫۶°جنوبی ۳۳٫۹°غربی   | ۱۳۷ کیلومتر (۸۵ مایل)  |                 | [ ۱ ] |
| ۴ نوامبر ۹۲۸    | ۰۸:۰۷:۱۹           | ۵۷         | خورشیدگرفتگی | ۰.۹۹۹۰ | —                   | ۷۰°۳۶′شمالی ۱۵۵°۱۲′غربی / ۷۰٫۶°شمالی ۱۵۵٫۲°غربی | —                      |                 | [ ۱ ] |
| ۱ آوریل ۹۲۷     | ۱۰:۱۰:۰۷           | ۲۴         | خورشیدگرفتگی | ۰.۶۵۴۷ | —                   | ۷۱°۴۸′شمالی ۳۷°۰۶′شرقی / ۷۱٫۸°شمالی ۳۷٫۱°شرقی   | —                      |                 | [ ۱ ] |
| ۲۵ سپتامبر ۹۲۷  | ۱۳:۲۱:۰۷           | ۲۹         | خورشیدگرفتگی | ۰.۹۵۳۹ | —                   | ۷۱°۴۲′جنوبی ۲°۳۶′غربی / ۷۱٫۷°جنوبی ۲٫۶°غربی     | —                      |                 | [ ۱ ] |
| ۲۱ مارس ۹۲۶     | ۱۱:۵۳:۱۹           | ۳۴         | خورشیدگرفتگی | ۰.۹۶۶۸ | ۰۳ دقیقه و ۴۷ ثانیه | ۱۹°۳۶′شمالی ۹۶°۴۲′شرقی / ۱۹٫۶°شمالی ۹۶٫۷°شرقی   | ۱۳۱ کیلومتر (۸۱ مایل)  |                 | [ ۱ ] |
| ۱۵ سپتامبر ۹۲۶  | ۰۲:۱۹:۴۸           | ۳۹         | خورشیدگرفتگی | ۰.۹۹۶۸ | ۰۰ دقیقه و ۲۱ ثانیه | ۱۲°۴۸′جنوبی ۱۲۱°۳۰′غربی / ۱۲٫۸°جنوبی ۱۲۱٫۵°غربی | ۱۲ کیلومتر (۷٫۵ مایل)  |                 | [ ۱ ] |
| ۹ مارس ۹۲۵      | ۲۰:۰۹:۳۵           | ۴۴         | خورشیدگرفتگی | ۱.۰۱۸۷ | ۰۱ دقیقه و ۴۵ ثانیه | ۲۷°۴۲′جنوبی ۱۲°۱۲′غربی / ۲۷٫۷°جنوبی ۱۲٫۲°غربی   | ۶۸ کیلومتر (۴۲ مایل)   |                 | [ ۱ ] |
| ۳ سپتامبر ۹۲۵   | ۰۸:۳۶:۳۰           | ۴۹         | خورشیدگرفتگی | ۰.۹۴۸۰ | ۰۵ دقیقه و ۴۴ ثانیه | ۳۳°۰۰′شمالی ۱۵۸°۰۰′شرقی / ۳۳٫۰°شمالی ۱۵۸٫۰°شرقی | ۲۰۶ کیلومتر (۱۲۸ مایل) |                 | [ ۱ ] |
| ۲۷ فوریه ۹۲۴    | ۱۰:۳۵:۲۵           | ۵۴         | خورشیدگرفتگی | ۰.۹۱۷۶ | —                   | ۷۰°۴۸′جنوبی ۱۰۸°۱۸′غربی / ۷۰٫۸°جنوبی ۱۰۸٫۳°غربی | —                      |                 | [ ۱ ] |
| ۲۳ اوت ۹۲۴      | ۰۹:۰۲:۱۵           | ۵۹         | خورشیدگرفتگی | ۰.۷۶۰۴ | —                   | ۷۰°۱۲′شمالی ۷۷°۱۲′غربی / ۷۰٫۲°شمالی ۷۷٫۲°غربی   | —                      |                 | [ ۱ ] |
| ۱۸ ژانویه ۹۲۳   | ۱۷:۱۰:۰۲           | ۲۶         | خورشیدگرفتگی | ۱.۰۱۷۶ | ۰۱ دقیقه و ۳۱ ثانیه | ۴۲°۳۰′شمالی ۲۲°۰۶′شرقی / ۴۲٫۵°شمالی ۲۲٫۱°شرقی   | ۱۴۱ کیلومتر (۸۸ مایل)  |                 | [ ۱ ] |
| ۱۳ ژوئیه ۹۲۳    | ۲۱:۲۶:۵۸           | ۳۱         | خورشیدگرفتگی | ۰.۹۸۲۲ | ۰۱ دقیقه و ۲۷ ثانیه | ۶۱°۰۶′جنوبی ۴۰°۳۶′غربی / ۶۱٫۱°جنوبی ۴۰٫۶°غربی   | —                      |                 | [ ۱ ] |
| ۸ ژانویه ۹۲۲    | ۰۳:۴۵:۳۲           | ۳۶         | خورشیدگرفتگی | ۰.۹۶۹۹ | ۰۳ دقیقه و ۴۰ ثانیه | ۱۰°۵۴′جنوبی ۱۳۳°۵۴′غربی / ۱۰٫۹°جنوبی ۱۳۳٫۹°غربی | ۱۱۱ کیلومتر (۶۹ مایل)  |                 | [ ۱ ] |
| ۳ ژوئیه ۹۲۲     | ۰۹:۲۶:۱۴           | ۴۱         | خورشیدگرفتگی | ۱.۰۵۳۴ | ۰۵ دقیقه و ۱۵ ثانیه | ۱۲°۴۸′شمالی ۱۳۸°۰۶′شرقی / ۱۲٫۸°شمالی ۱۳۸٫۱°شرقی | ۱۸۰ کیلومتر (۱۱۰ مایل) |                 | [ ۱ ] |
| ۲۸ دسامبر ۹۲۲   | ۰۶:۵۳:۴۴           | ۴۶         | خورشیدگرفتگی | ۰.۹۲۳۸ | ۰۷ دقیقه و ۳۸ ثانیه | ۵۳°۱۸′جنوبی ۱۷۱°۵۴′شرقی / ۵۳٫۳°جنوبی ۱۷۱٫۹°شرقی | ۳۳۱ کیلومتر (۲۰۶ مایل) |                 | [ ۱ ] |
| ۲۲ ژوئن ۹۲۱     | ۰۲:۰۳:۰۱           | ۵۱         | خورشیدگرفتگی | ۱.۰۷۷۲ | ۰۵ دقیقه و ۱۷ ثانیه | ۵۶°۰۶′شمالی ۱۲۲°۳۰′غربی / ۵۶٫۱°شمالی ۱۲۲٫۵°غربی | ۲۹۹ کیلومتر (۱۸۶ مایل) |                 | [ ۱ ] |
| ۱۶ دسامبر ۹۲۱   | ۰۵:۵۶:۲۵           | ۵۶         | خورشیدگرفتگی | ۰.۶۶۷۸ | —                   | ۶۴°۱۸′جنوبی ۳۷°۴۲′شرقی / ۶۴٫۳°جنوبی ۳۷٫۷°شرقی   | —                      |                 | [ ۱ ] |
| ۱۳ مه ۹۲۰       | ۱۰:۲۸:۴۶           | ۲۳         | خورشیدگرفتگی | ۰.۵۰۵۱ | —                   | ۶۱°۴۸′جنوبی ۱۷۸°۳۰′شرقی / ۶۱٫۸°جنوبی ۱۷۸٫۵°شرقی | —                      |                 | [ ۱ ] |
| ۱۱ ژوئن ۹۲۰     | ۱۸:۴۳:۰۶           | ۶۱         | خورشیدگرفتگی | ۰.۴۳۷۶ | —                   | ۶۳°۵۴′شمالی ۱۵۰°۱۲′غربی / ۶۳٫۹°شمالی ۱۵۰٫۲°غربی | —                      |                 | [ ۱ ] |
| ۵ نوامبر ۹۲۰    | ۱۷:۵۴:۵۹           | ۲۸         | خورشیدگرفتگی | ۰.۸۲۷۵ | —                   | ۶۱°۳۰′شمالی ۷۱°۵۴′شرقی / ۶۱٫۵°شمالی ۷۱٫۹°شرقی   | —                      |                 | [ ۱ ] |
| ۲ مه ۹۱۹        | ۱۹:۱۰:۰۵           | ۳۳         | خورشیدگرفتگی | ۰.۹۷۳۳ | ۰۲ دقیقه و ۵۲ ثانیه | ۱۷°۰۰′جنوبی ۵°۰۰′شرقی / ۱۷٫۰°جنوبی ۵٫۰°شرقی     | ۱۱۱ کیلومتر (۶۹ مایل)  |                 | [ ۱ ] |
| ۲۶ اکتبر ۹۱۹    | ۰۶:۵۷:۱۴           | ۳۸         | خورشیدگرفتگی | ۱.۰۳۸۹ | ۰۳ دقیقه و ۲۱ ثانیه | ۹°۴۲′شمالی ۱۷۷°۳۶′غربی / ۹٫۷°شمالی ۱۷۷٫۶°غربی   | ۱۳۹ کیلومتر (۸۶ مایل)  |                 | [ ۱ ] |
| ۲۱ آوریل ۹۱۸    | ۲۱:۰۸:۴۷           | ۴۳         | خورشیدگرفتگی | ۰.۹۴۶۸ | ۰۵ دقیقه و ۵۰ ثانیه | ۲۰°۰۶′شمالی ۴۴°۴۸′غربی / ۲۰٫۱°شمالی ۴۴٫۸°غربی   | ۲۰۰ کیلومتر (۱۲۰ مایل) |                 | [ ۱ ] |
| ۱۵ اکتبر ۹۱۸    | ۲۲:۴۵:۱۹           | ۴۸         | خورشیدگرفتگی | ۱.۰۴۴۷ | ۰۳ دقیقه و ۳۶ ثانیه | ۲۱°۰۰′جنوبی ۷۳°۲۴′غربی / ۲۱٫۰°جنوبی ۷۳٫۴°غربی   | ۱۵۶ کیلومتر (۹۷ مایل)  |                 | [ ۱ ] |
| ۹ آوریل ۹۱۷     | ۲۲:۱۳:۳۱           | ۵۳         | خورشیدگرفتگی | ۰.۹۵۱۲ | ۰۳ دقیقه و ۲۶ ثانیه | ۶۰°۱۸′شمالی ۱۲۶°۳۶′غربی / ۶۰٫۳°شمالی ۱۲۶٫۶°غربی | ۸۴۱ کیلومتر (۵۲۳ مایل) |                 | [ ۱ ] |
| ۴ اکتبر ۹۱۷     | ۱۲:۳۶:۳۴           | ۵۸         | خورشیدگرفتگی | ۰.۹۴۲۲ | —                   | ۶۰°۴۲′جنوبی ۳°۱۸′غربی / ۶۰٫۷°جنوبی ۳٫۳°غربی     | —                      |                 | [ ۱ ] |
| ۲۸ فوریه ۹۱۶    | ۱۸:۵۷:۴۰           | ۲۵         | خورشیدگرفتگی | ۱.۰۰۰۴ | —                   | ۶۱°۱۲′جنوبی ۱۱۰°۰۶′شرقی / ۶۱٫۲°جنوبی ۱۱۰٫۱°شرقی | —                      |                 | [ ۱ ] |
| ۲۵ اوت ۹۱۶      | ۰۴:۱۴:۵۴           | ۳۰         | خورشیدگرفتگی | ۰.۷۷۹۰ | —                   | ۶۱°۳۰′شمالی ۲۵°۵۴′غربی / ۶۱٫۵°شمالی ۲۵٫۹°غربی   | —                      |                 | [ ۱ ] |
| ۱۸ فوریه ۹۱۵    | ۱۰:۲۱:۱۲           | ۳۵         | خورشیدگرفتگی | ۱.۰۶۱۷ | ۰۴ دقیقه و ۵۱ ثانیه | ۲۸°۵۴′جنوبی ۱۳۵°۴۸′شرقی / ۲۸٫۹°جنوبی ۱۳۵٫۸°شرقی | ۲۱۰ کیلومتر (۱۳۰ مایل) |                 | [ ۱ ] |
| ۱۴ اوت ۹۱۵      | ۰۴:۱۱:۲۰           | ۴۰         | خورشیدگرفتگی | ۰.۹۳۸۲ | ۰۶ دقیقه و ۲۵ ثانیه | ۳۸°۵۴′شمالی ۱۳۲°۱۸′غربی / ۳۸٫۹°شمالی ۱۳۲٫۳°غربی | ۲۴۸ کیلومتر (۱۵۴ مایل) |                 | [ ۱ ] |
| ۸ فوریه ۹۱۴     | ۰۲:۳۱:۵۴           | ۴۵         | خورشیدگرفتگی | ۱.۰۴۱۶ | ۰۳ دقیقه و ۵۱ ثانیه | ۶°۳۰′شمالی ۱۲۳°۳۰′غربی / ۶٫۵°شمالی ۱۲۳٫۵°غربی   | ۱۵۴ کیلومتر (۹۶ مایل)  |                 | [ ۱ ] |
| ۳ اوت ۹۱۴       | ۰۷:۰۸:۲۴           | ۵۰         | خورشیدگرفتگی | ۰.۹۷۸۶ | ۰۲ دقیقه و ۲۹ ثانیه | ۰°۱۲′شمالی ۱۶۶°۰۰′شرقی / ۰٫۲°شمالی ۱۶۶٫۰°شرقی   | ۸۱ کیلومتر (۵۰ مایل)   |                 | [ ۱ ] |
| ۲۸ ژانویه ۹۱۳   | ۱۴:۴۸:۳۳           | ۵۵         | خورشیدگرفتگی | ۰.۶۳۳۶ | —                   | ۶۳°۰۶′شمالی ۱۸°۴۲′شرقی / ۶۳٫۱°شمالی ۱۸٫۷°شرقی   | —                      |                 | [ ۱ ] |
| ۲۳ ژوئن ۹۱۳     | ۰۹:۲۰:۰۲           | ۲۲         | خورشیدگرفتگی | ۰.۱۰۱۷ | —                   | ۶۶°۲۴′شمالی ۴۶°۴۲′غربی / ۶۶٫۴°شمالی ۴۶٫۷°غربی   | —                      |                 | [ ۱ ] |
| ۲۲ ژوئیه ۹۱۳    | ۱۷:۲۶:۱۱           | ۶۰         | خورشیدگرفتگی | ۰.۸۵۳۰ | —                   | ۶۳°۴۸′جنوبی ۱۵°۴۸′غربی / ۶۳٫۸°جنوبی ۱۵٫۸°غربی   | —                      |                 | [ ۱ ] |
| ۱۸ دسامبر ۹۱۳   | ۰۱:۲۵:۲۶           | ۲۷         | خورشیدگرفتگی | ۰.۸۷۵۸ | —                   | ۶۶°۴۲′جنوبی ۷۵°۵۴′شرقی / ۶۶٫۷°جنوبی ۷۵٫۹°شرقی   | —                      |                 | [ ۱ ] |
| ۱۳ ژوئن ۹۱۲     | ۰۲:۲۸:۳۲           | ۳۲         | خورشیدگرفتگی | ۱.۰۷۳۰ | ۰۴ دقیقه و ۲۹ ثانیه | ۷۰°۴۲′شمالی ۱۲۵°۳۶′غربی / ۷۰٫۷°شمالی ۱۲۵٫۶°غربی | ۳۵۶ کیلومتر (۲۲۱ مایل) |                 | [ ۱ ] |
| ۷ دسامبر ۹۱۲    | ۰۰:۳۹:۴۷           | ۳۷         | خورشیدگرفتگی | ۰.۹۲۸۹ | ۰۷ دقیقه و ۴۸ ثانیه | ۴۳°۰۶′جنوبی ۹۴°۱۸′غربی / ۴۳٫۱°جنوبی ۹۴٫۳°غربی   | ۲۸۶ کیلومتر (۱۷۸ مایل) |                 | [ ۱ ] |
| ۲ ژوئن ۹۱۱      | ۱۸:۲۱:۵۲           | ۴۲         | خورشیدگرفتگی | ۱.۰۴۳۵ | ۰۴ دقیقه و ۱۶ ثانیه | ۲۰°۵۴′شمالی ۱°۰۶′شرقی / ۲۰٫۹°شمالی ۱٫۱°شرقی     | ۱۴۵ کیلومتر (۹۰ مایل)  |                 | [ ۱ ] |
| ۲۶ نوامبر ۹۱۱   | ۰۵:۱۳:۰۶           | ۴۷         | خورشیدگرفتگی | ۰.۹۷۷۰ | ۰۲ دقیقه و ۴۳ ثانیه | ۰°۱۸′شمالی ۱۵۸°۴۸′غربی / ۰٫۳°شمالی ۱۵۸٫۸°غربی   | ۸۷ کیلومتر (۵۴ مایل)   |                 | [ ۱ ] |
| ۲۳ مه ۹۱۰       | ۰۴:۳۷:۵۱           | ۵۲         | خورشیدگرفتگی | ۰.۹۸۱۱ | ۰۱ دقیقه و ۵۹ ثانیه | ۳۵°۰۰′جنوبی ۱۴۳°۱۲′غربی / ۳۵٫۰°جنوبی ۱۴۳٫۲°غربی | ۱۱۴ کیلومتر (۷۱ مایل)  |                 | [ ۱ ] |
| ۱۵ نوامبر ۹۱۰   | ۱۶:۵۵:۲۳           | ۵۷         | خورشیدگرفتگی | ۱.۰۰۵۰ | —                   | ۶۹°۴۸′شمالی ۵۸°۳۰′شرقی / ۶۹٫۸°شمالی ۵۸٫۵°شرقی   | —                      |                 | [ ۱ ] |
| ۱۱ آوریل ۹۰۹    | ۱۶:۴۴:۰۷           | ۲۴         | خورشیدگرفتگی | ۰.۵۲۹۸ | —                   | ۷۱°۳۶′شمالی ۷۶°۴۲′غربی / ۷۱٫۶°شمالی ۷۶٫۷°غربی   | —                      |                 | [ ۱ ] |
| ۵ اکتبر ۹۰۹     | ۲۱:۵۱:۲۸           | ۲۹         | خورشیدگرفتگی | ۰.۹۱۹۴ | —                   | ۷۱°۴۸′جنوبی ۱۴۵°۴۸′غربی / ۷۱٫۸°جنوبی ۱۴۵٫۸°غربی | —                      |                 | [ ۱ ] |
| ۳۱ مارس ۹۰۸     | ۱۸:۵۱:۳۵           | ۳۴         | خورشیدگرفتگی | ۰.۹۷۱۸ | ۰۳ دقیقه و ۰۱ ثانیه | ۲۷°۴۲′شمالی ۱۲°۱۲′غربی / ۲۷٫۷°شمالی ۱۲٫۲°غربی   | ۱۱۴ کیلومتر (۷۱ مایل)  |                 | [ ۱ ] |
| ۲۵ سپتامبر ۹۰۸  | ۱۰:۲۵:۰۴           | ۳۹         | خورشیدگرفتگی | ۰.۹۹۰۵ | ۰۰ دقیقه و ۵۹ ثانیه | ۱۸°۲۴′جنوبی ۱۱۴°۱۸′شرقی / ۱۸٫۴°جنوبی ۱۱۴٫۳°شرقی | ۳۶ کیلومتر (۲۲ مایل)   |                 | [ ۱ ] |
| ۲۱ مارس ۹۰۷     | ۰۳:۴۱:۴۴           | ۴۴         | خورشیدگرفتگی | ۱.۰۲۵۴ | ۰۲ دقیقه و ۲۶ ثانیه | ۲۰°۱۲′جنوبی ۱۲۸°۳۰′غربی / ۲۰٫۲°جنوبی ۱۲۸٫۵°غربی | ۹۰ کیلومتر (۵۶ مایل)   |                 | [ ۱ ] |
| ۱۴ سپتامبر ۹۰۷  | ۱۶:۰۸:۱۷           | ۴۹         | خورشیدگرفتگی | ۰.۹۴۳۱ | ۰۶ دقیقه و ۳۳ ثانیه | ۲۶°۴۸′شمالی ۴۲°۴۸′شرقی / ۲۶٫۸°شمالی ۴۲٫۸°شرقی   | ۲۲۴ کیلومتر (۱۳۹ مایل) |                 | [ ۱ ] |
| ۱۰ مارس ۹۰۶     | ۱۸:۳۲:۳۵           | ۵۴         | خورشیدگرفتگی | ۱.۰۰۷۲ | —                   | ۷۱°۲۴′جنوبی ۱۱۷°۳۰′شرقی / ۷۱٫۴°جنوبی ۱۱۷٫۵°شرقی | —                      |                 | [ ۱ ] |
| ۳ سپتامبر ۹۰۶   | ۱۶:۱۳:۳۹           | ۵۹         | خورشیدگرفتگی | ۰.۸۳۴۵ | —                   | ۷۱°۰۰′شمالی ۱۶۰°۳۶′شرقی / ۷۱٫۰°شمالی ۱۶۰٫۶°شرقی | —                      |                 | [ ۱ ] |
| ۳۰ ژانویه ۹۰۵   | ۰۱:۳۱:۲۹           | ۲۶         | خورشیدگرفتگی | ۱.۰۱۶۹ | ۰۱ دقیقه و ۲۳ ثانیه | ۴۷°۲۴′شمالی ۱۱۰°۰۰′غربی / ۴۷٫۴°شمالی ۱۱۰٫۰°غربی | ۱۵۴ کیلومتر (۹۶ مایل)  |                 | [ ۱ ] |
| ۲۴ ژوئیه ۹۰۵    | ۰۴:۳۷:۳۴           | ۳۱         | خورشیدگرفتگی | ۰.۸۹۰۲ | —                   | ۶۷°۳۶′جنوبی ۱۶۰°۰۶′غربی / ۶۷٫۶°جنوبی ۱۶۰٫۱°غربی | —                      |                 | [ ۱ ] |
| ۱۸ ژانویه ۹۰۴   | ۱۱:۵۲:۴۹           | ۳۶         | خورشیدگرفتگی | ۰.۹۶۹۴ | ۰۳ دقیقه و ۴۶ ثانیه | ۸°۴۲′جنوبی ۱۰۳°۰۰′شرقی / ۸٫۷°جنوبی ۱۰۳٫۰°شرقی   | ۱۱۳ کیلومتر (۷۰ مایل)  |                 | [ ۱ ] |
| ۱۳ ژوئیه ۹۰۴    | ۱۶:۵۳:۴۵           | ۴۱         | خورشیدگرفتگی | ۱.۰۵۳۷ | ۰۵ دقیقه و ۲۱ ثانیه | ۸°۱۸′شمالی ۲۴°۴۸′شرقی / ۸٫۳°شمالی ۲۴٫۸°شرقی     | ۱۸۴ کیلومتر (۱۱۴ مایل) |                 | [ ۱ ] |
| ۷ ژانویه ۹۰۳    | ۱۴:۴۶:۲۶           | ۴۶         | خورشیدگرفتگی | ۰.۹۲۴۷ | ۰۷ دقیقه و ۴۱ ثانیه | ۵۲°۲۴′جنوبی ۵۷°۴۸′شرقی / ۵۲٫۴°جنوبی ۵۷٫۸°شرقی   | ۳۲۴ کیلومتر (۲۰۱ مایل) |                 | [ ۱ ] |
| ۳ ژوئیه ۹۰۳     | ۰۹:۳۴:۳۲           | ۵۱         | خورشیدگرفتگی | ۱.۰۷۶۱ | ۰۵ دقیقه و ۲۶ ثانیه | ۵۲°۲۴′شمالی ۱۲۹°۳۰′شرقی / ۵۲٫۴°شمالی ۱۲۹٫۵°شرقی | ۲۸۱ کیلومتر (۱۷۵ مایل) |                 | [ ۱ ] |
| ۲۷ دسامبر ۹۰۳   | ۱۳:۵۴:۳۰           | ۵۶         | خورشیدگرفتگی | ۰.۶۸۵۰ | —                   | ۶۵°۱۸′جنوبی ۹۳°۰۶′غربی / ۶۵٫۳°جنوبی ۹۳٫۱°غربی   | —                      |                 | [ ۱ ] |
| ۲۴ مه ۹۰۲       | ۱۷:۳۲:۵۸           | ۲۳         | خورشیدگرفتگی | ۰.۳۵۵۶ | —                   | ۶۲°۳۰′جنوبی ۶۲°۰۰′شرقی / ۶۲٫۵°جنوبی ۶۲٫۰°شرقی   | —                      |                 | [ ۱ ] |
| ۲۳ ژوئن ۹۰۲     | ۰۲:۰۱:۰۹           | ۶۱         | خورشیدگرفتگی | ۰.۵۶۶۶ | —                   | ۶۴°۴۸′شمالی ۸۹°۱۲′شرقی / ۶۴٫۸°شمالی ۸۹٫۲°شرقی   | —                      |                 | [ ۱ ] |
| ۱۷ نوامبر ۹۰۲   | ۰۲:۳۲:۰۵           | ۲۸         | خورشیدگرفتگی | ۰.۸۳۳۲ | —                   | ۶۲°۰۶′شمالی ۶۷°۴۲′غربی / ۶۲٫۱°شمالی ۶۷٫۷°غربی   | —                      |                 | [ ۱ ] |
| ۱۳ مه ۹۰۱       | ۰۱:۴۶:۴۴           | ۳۳         | خورشیدگرفتگی | ۰.۹۷۰۳ | ۰۳ دقیقه و ۱۶ ثانیه | ۱۹°۴۸′جنوبی ۹۵°۰۰′غربی / ۱۹٫۸°جنوبی ۹۵٫۰°غربی   | ۱۳۳ کیلومتر (۸۳ مایل)  |                 | [ ۱ ] |
| ۵ نوامبر ۹۰۱    | ۱۵:۴۶:۰۵           | ۳۸         | خورشیدگرفتگی | ۱.۰۳۸۹ | ۰۳ دقیقه و ۲۶ ثانیه | ۶°۱۸′شمالی ۴۸°۰۰′شرقی / ۶٫۳°شمالی ۴۸٫۰°شرقی     | ۱۴۰ کیلومتر (۸۷ مایل)  |                 | [ ۱ ] |